# Jason Connery
Jason Joseph Connery, född 11 januari 1963 i London, är en brittisk skådespelare. Han är son till skådespelarna Sean Connery och Diane Cilento. 
Connery är uppvuxen i London och Skottland. Han fick sitt stora genombrott som Robert of Huntingdon i den brittiska TV-serien Robin av Sherwood (1986), och har sedan dess medverkat i ett flertal olika filmer, TV-serier och teaterproduktioner i England, USA, och Australien.

## Filmografi (urval)
- 1986 – Robin av Sherwood
- 1988 – Casablanca Express
- 1990 – En spions historia
- 1995 – Midnatt i S:t Petersburg
- 1995 – Fiendeland (Bullet to Beijing)
- 1988 – Inkräktaren (Urban Ghost Story)
- 2000 – Shanghai Noon
- 2001 – Wishmaster 3
- 2007 – Brotherhood of Blood
- 2008 – Alone in the Dark II
- 2009 – Dragonquest
- 2010 – Tomtetass och jakten på julen